# Francisco Maturana
Francisco Maturana, mit vollständigem Namen Francisco Antonio Maturana García, (* 15. Februar 1949 in Quibdó, Chocó) ist ein ehemaliger kolumbianischer Fußballspieler und derzeitiger -trainer.

## Karriere
Maturana ist ausgebildeter Zahnarzt. Von 1970 bis 1982 wirkte er in verschiedenen kolumbianischen Fußballvereinen und in der kolumbianischen Nationalmannschaft als Verteidiger und wurde mit seinem Club Atlético Nacional aus seiner Heimatstadt Medellín zweimal Landesmeister (1973 und 1976).
Seit 1983 ist Maturana Trainer und seit 1986 Profitrainer. In der Zeit zwischen 1987 und 1995 war Maturana Nationaltrainer seines Heimatlandes und blieb daneben auch Clubtrainer.
Im Jahr 1989 gewann Maturana mit Atlético Nacional die Copa Libertadores. Im anschließenden Finale um den Weltpokal unterlag seine Mannschaft dem AC Mailand unter Arrigo Sacchi erst in der Verlängerung.
Mit der Nationalmannschaft erreichte er 1990 erstmals seit 28 Jahren die Endrunde der Fußball-Weltmeisterschaft. Bei dieser WM kam die Mannschaft erstmals in die zweite Runde (siehe Fußball-Weltmeisterschaft 1990/Kolumbien).
1992 wechselte Maturana zu América de Cali. Mit América de Cali wurde Maturana 1992 Landesmeister. Anschließend war er 1994 kurzzeitig für Atlético Madrid tätig. 1995 übernahm der die ecuadorianische Fußballnationalmannschaft, mit der er die Copa América 1995 und die Qualifikation zur Weltmeisterschaft 1998 bestritt. Letztere verlief zwar letztlich erfolglos, jedoch konnte Ecuador erstmals in einem Qualifikationsspiel Argentinien besiegen. Anschließend endete sein Vertrag und er wechselte zur kolumbianischen Vereinsmannschaft Millonarios, die er jedoch nur kurz, weil erfolglos, trainierte. 1999 wurde er Nationaltrainer Costa Ricas, wechselte jedoch schon bald zur peruanischen Nationalmannschaft, mit der ihm jedoch die Qualifikation zur Weltmeisterschaft 2000 nicht gelang. 2001 wurde er erneut Nationaltrainer Kolumbiens und trainierte seine Mannschaft bei der Copa América 2001 im eigenen Land. Kolumbien konnte die Südamerikameisterschaft erstmals für sich entscheiden.
Anschließend trainierte er Al-Hilal. 2003 wurde er erneut Nationaltrainer seines Heimatlandes und bestritt mit diesem den Konföderationen-Pokal 2003 (4. Platz), den CONCACAF Gold Cup 2003 (Viertelfinalniederlage gegen Brasilien) und den Beginn der Qualifikation zur WM 2006. Nach Niederlagen gegen Brasilien, Bolivien und Venezuela wurde sein Vertrag vorzeitig beendet. Im Jahr 2004 war er Trainer von CA Colón in Argentinien, 2007 trainierte er ebendort Gimnasia y Esgrima de La Plata. 2008 wurde er Trainer der Nationalmannschaft von Trinidad und Tobago, wurde allerdings im April 2009 entlassen.
Zuletzt erhielt Maturana das Angebot, Independiente Medellín zu trainieren. Er lehnte es aber ab, da er zurzeit Mitglied der FIFA-Kommission für Technik und Entwicklung ist.
Im Juni 2017 unterschrieb Maturana einen Vertrag als neuer Trainer bei Once Caldas.